# 율리우스 피르미쿠스 마테르누스
율리우스 피르미쿠스 마테르누스(Julius Firmicus Maternus)는 이교의 고전 교육을 받아 그리스어에 능했던 라틴어 작가이며, 점성가이다. 그는 콘스탄티누스 1세와 그의 후임자의 치세기에 살았다. 세 가지 분야에 걸친 그의 경력은 그를 공공 변호인이자 점성술사로 그리고 마침내는 그리스도교인 논객으로 만들었다.

## 생애과 업적
《이교의 오류에 대하여(De errore profanarum religionum)》의 유일한 잔존 원고의 마침글은 그의 이름이 율리우스 피르미쿠스 마테르누스 V C(비르 클라리스시무스)이며, 뒤의 칭호로 그가 원로원 계층의 일원임을 나타낸다. 그는 로마의 점성술에 대한 잔존하는 가장 광범위한 문헌 《수학에 대한 여덟 서(Matheseos libri octo)》(334~37년 작성)의 저자이기도 하며, 그 문헌은 그를 시칠리아의 루니오르이자 시쿨루스라고도 한다. 달의 충돌구 피르미쿠스는 그를 기념하여 이름지어졌다.
《마테세오소(Matheseoso)》(수학)은 캄파니아의 총독 롤리아누스 마보르티우스에게 헌정되었고, 그 분야에 대한 그의 지식은 피르미쿠스가 그것의 편람을 저술하는 동안 그에게 격려와 지지를 보내도록 하였다. 그 편람은 12세기에 아랍어 문헌들이 출간되기 이전에 서양에 전파되었던 "과학적" 점성술에 대한 가장 마지막의 광범위한 편람들 가운데 하나이다. 4세기 중엽의 어린 시절에 점성술을 접했던 히포의 아우구스티누스는 부분적으로는 행성을 신격화하는 있는 점성가들의 견해 뿐만 아니라, 예를 들어, 직업이 다른 쌍둥이와 같은 합리적 동기에 기초하여 그 과목의 불경함에 대하여 비난을 퍼부었다. 1501년에, 알두스 마누티우스에 의해 그것의 신플라톤주의의 점성술 저서가 최초로 출판되었고, 이후로 종종 재출판되어오고 있다.
346년 경에, 그는 《데 에로레 프로파나룸 렐리지오눔(De errore profanarum religionum)》(이교의 오류에 대하여)를 편찬하였으며, 그것은 콘스탄티누스 2세와 콘스탄티누스 1세의 아들 콘스탄스에게 헌정되었고, 현존한다. 그는 이교의 신앙과 관행을 경멸의 대상으로 내세우며, 하느님께 보상을 받게 될 신성한 의무로써 황제에게 옛 종교들을 근절시키도록 간청한다. 첫 부분(제1~17장)에서, 그는 동양의 비교들에 있는 거짓 우상들을 격렬히 비난하며, 두 번째 부분(제18~29장)에서, 동성애에 대한 각별한 관심과 의도와 연관된 신비적 종교들의 여러 의식과 형식을 비판한다.
19세기 동안 《이교의 오류에 대하여》의 독자들은 (일반적으로 《마테세오소》라고 불리는) 피르미쿠스의 점성술에 대한 저서와의 현저한 대조를 지적했는데, 그것은 두 저서는 일반적으로 다른 작가에 기인한다는 점이다. 그러나, (1897년에) 클리퍼드 허셜 무어는 에두아르트 뷜플린 지도 하의 한 학위 논문에서, 기이한 어휘 선택과 구문론을 들어 그 두 저서는 단일 저자의 것임이 확실하다고 했다. 테오도어 몸젠은 《마테시스(Mathesis)》가 이전에 알려진 연도인 354년이 아니라 336년에 편찬되었고, 따라서, 그것이 《이교의 오류에 대하여》보다 더 먼저 만들어졌음을 밝혔다. 점성술과 초기 기독교와의 비양립성을 인식한 현대의 독자들은 그것이 피르미쿠스가 그리스도교로 개종하기 이전에 저술되었다고 주장한다.
그것들 중에 기독교에 관한 저서는 비블리오테카 팔라티나에서부터 현재 바티칸 도서관에서 단일본으로 보존되어오고 있다. 그것은 1562년에 스트라스부르에서 처음 출판 되었고, 미누키우스 펠릭스와 키프리아누스 혹은 아노비우스와의 논쟁적 저서들이 첨부되어 그리고 그것들과 별개로도 여러 번에 걸쳐서 재출판되어오고 있다.

## 편집본
- 《Matheseos libri VIII》, 제2권, 편집: W. Kroll and F. Skutsch, Stuttgart, Teubner, 1968.

## 번역본
- 《De errore profanarum religionum》, 번역: Clarence A.,《The Error of the Pagan Religions》, Newman Press, 1970.
- 《Ancient Astrology: Theory and Practice. Matheseos Libri VIII by Firmicus Maternus》, 번역: Jean Rhys Bram, Park Ridge, Noyes Press, 1975.
- 《Mathesis》, 편집 및 번역: James Herschel Holden, Tempe, Az., A.F.A., Inc., 2011.

## 참고 문헌
- G. Ebert, 《Geschichte der christlich-lateinischen Literatur》, ed. 1889; p. 129 ff.
- Otto Bardenhewer, 《Patrologie》, ed. 1901, p. 354.
- Béatrice Caseau, 《La religion que j'ai quittée》 "Firmicus Maternus: Un astrologue converti au christianisme ou la rhétorique du rejet sans appel,", D. Tollet 편집, Paris, Presses de la Sorbonne, 2007, 39-63.